# 劉易斯 (英國國會選區)
劉易斯（英語：Lewes），英國國會一自治市選區，包括英格蘭東南部東薩塞克斯郡劉易斯區和威爾登區一部。始設於1290年，1868年應選兩席。
本區自1874年以來一直支持保守黨，但在1997年起改為支持自民黨。2010年大選中自民黨的諾曼·貝克以52.0%選票勝出該區成功連任，成為當年東南英格蘭四個自民黨議員之一。2015年起又復屬保守黨。